# Bova Futura

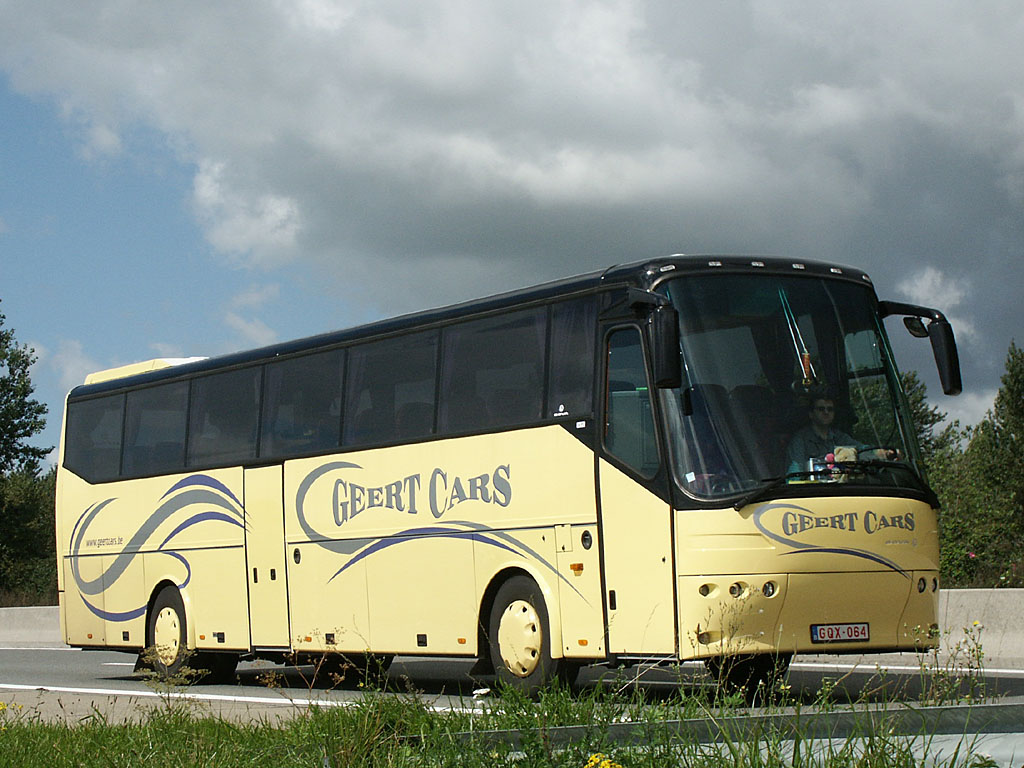
Bova Futura, 1999–2010

Der Bova Futura ist ein Reisebus, welcher im September 1982 durch den niederländischen Omnibushersteller Bova vorgestellt wurde. Seit 2010 wird er in der zweiten Generation vom niederländischen Omnibushersteller VDL Bus & Coach gebaut.

## Bova Futura

### Technische Daten
Alle Busse der Futura Baureihe  werden von einem 4-Takt-Dieselmotor von DAF angetrieben, der bis zu 435 PS leistet. Alle Busse besitzen einen Hubraum von 9,2 Litern, leisten 361 PS und entsprechen der Euro-4-Norm. Als Option steht auch ein Euro-5-Motor zur Auswahl. Außerdem erhalten alle Busse einen serienmäßigen Geschwindigkeitsbegrenzer, der bei 100 km/h abregelt.

### Versionen
Die Bova Futura werden in den Versionen FHD („futura high deck“) und FLD („futura low deck“), die sich durch ihre Höhe unterscheiden, wobei „FHD“ die höheren Busse kennzeichnet, angeboten. Modellspezifisch wird die Länge in Dezimeter und die Motorleistung in PS angegeben. Der kleinste Bus ist der Futura FLD 104-365, der 36 bis 41 Personen transportieren kann. Das größte Modell ist der FHD 150-460, der je nach Bestuhlung bis zu 69 Personen aufnimmt. Seit 2010 wird die überarbeitete Weiterentwicklung Futura 2 angeboten. Das Vorgängermodell wird noch als Classic verkauft. Er wurde insgesamt über 8.000-mal verkauft.

## VDL Futura
Auf der IAA 2010 wurde das Modell VDL Futura vorgestellt, bei dem auf den Markennamen Bova komplett verzichtet wird. Es ersetzt sowohl den Bova Futura wie auch den Bova Magiq. Er wird in den Versionen FMD2 und FHD2 angeboten. Der VDL Futura wurde 2012 als Coach of the Year ausgezeichnet. 2016 wurde mit dem VDL Futura FDD2 die Futura-Reihe durch einen Doppelstockbus ausgebaut. 2018 stellte VDL den überarbeiteten VDL Futura vor, welcher neue Motoren, neue Abgassysteme, sowie neue Assistenzsysteme erhielt.

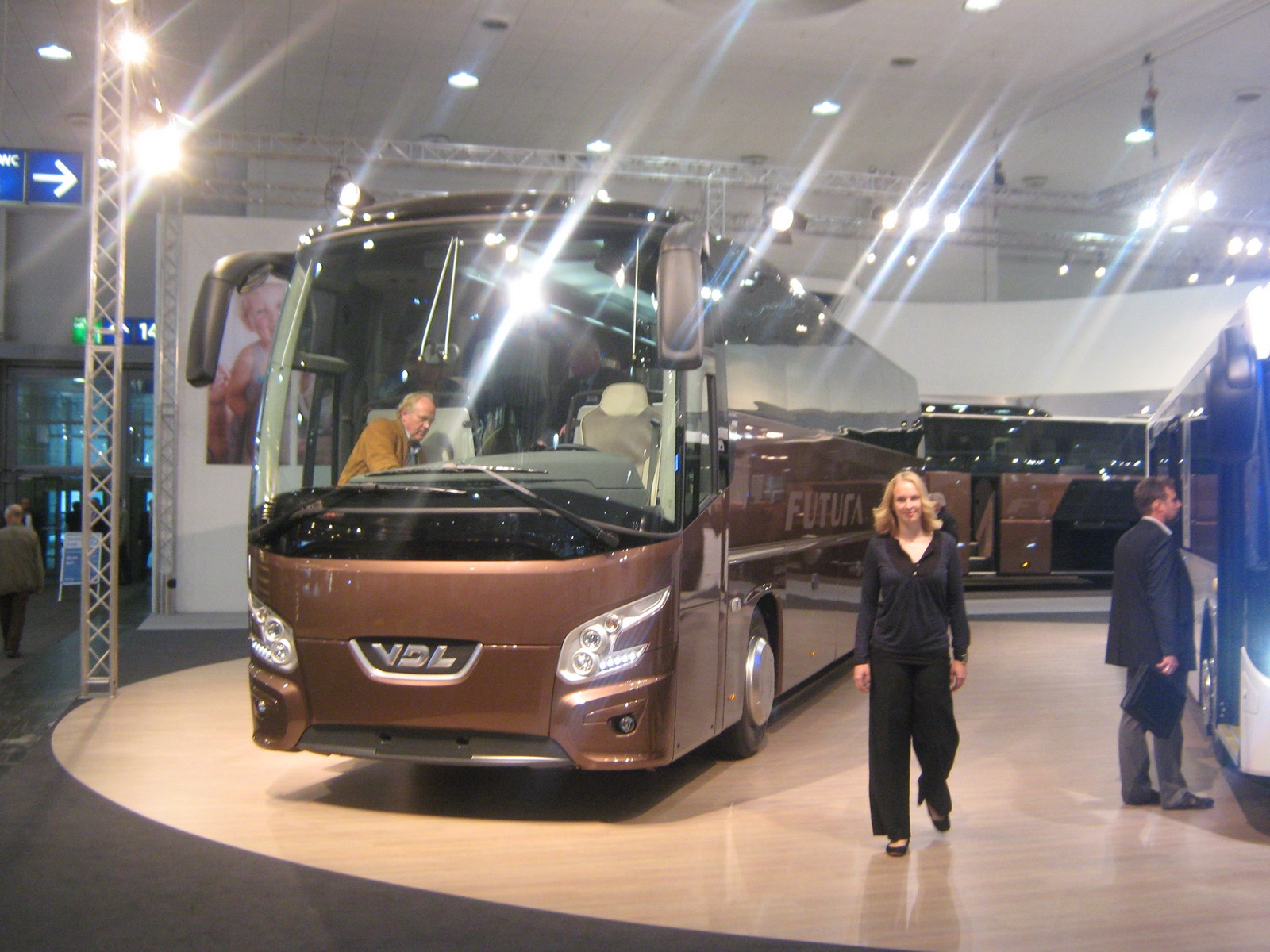
Vorstellung auf der IAA
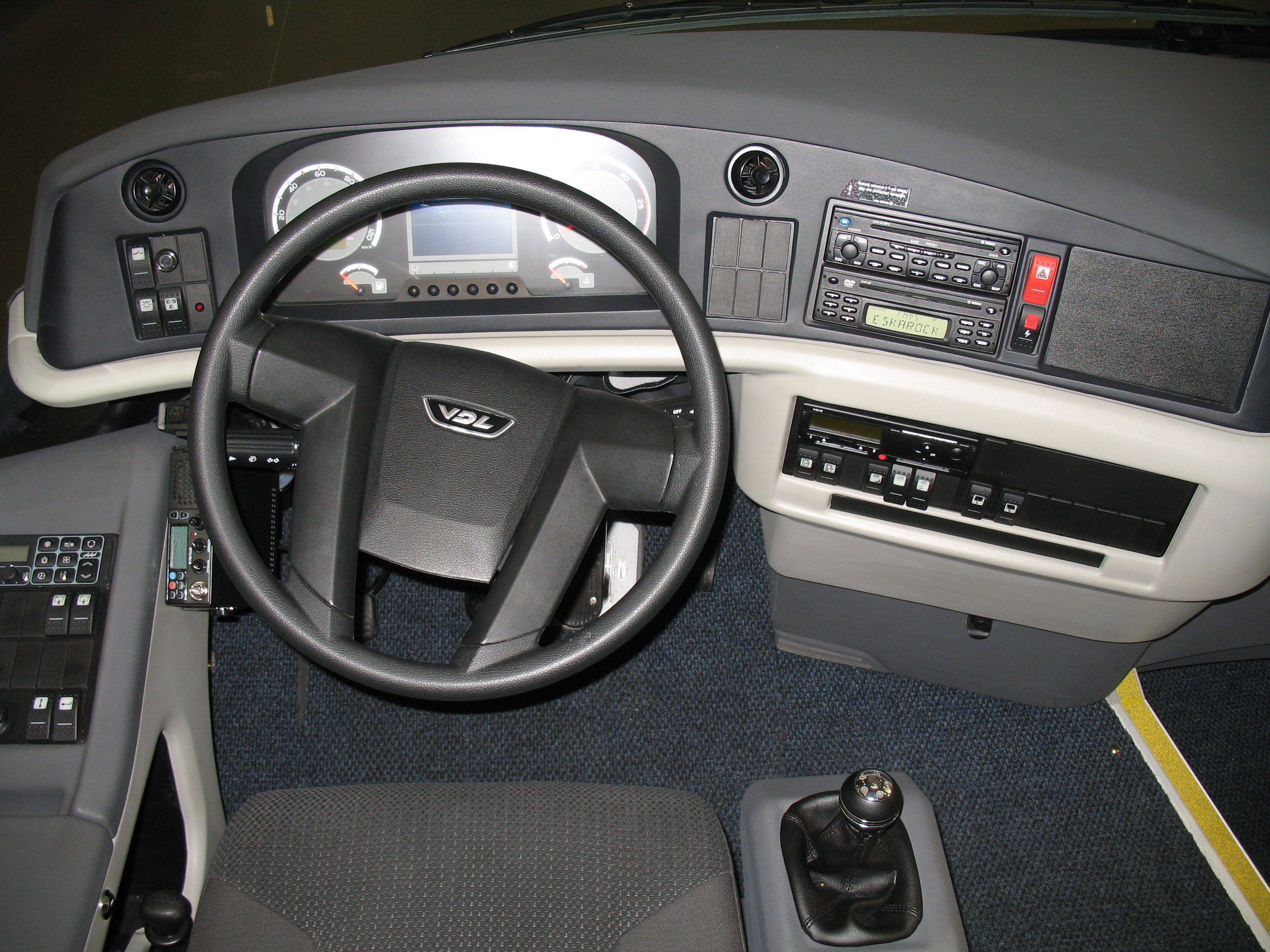
Fahrerplatz
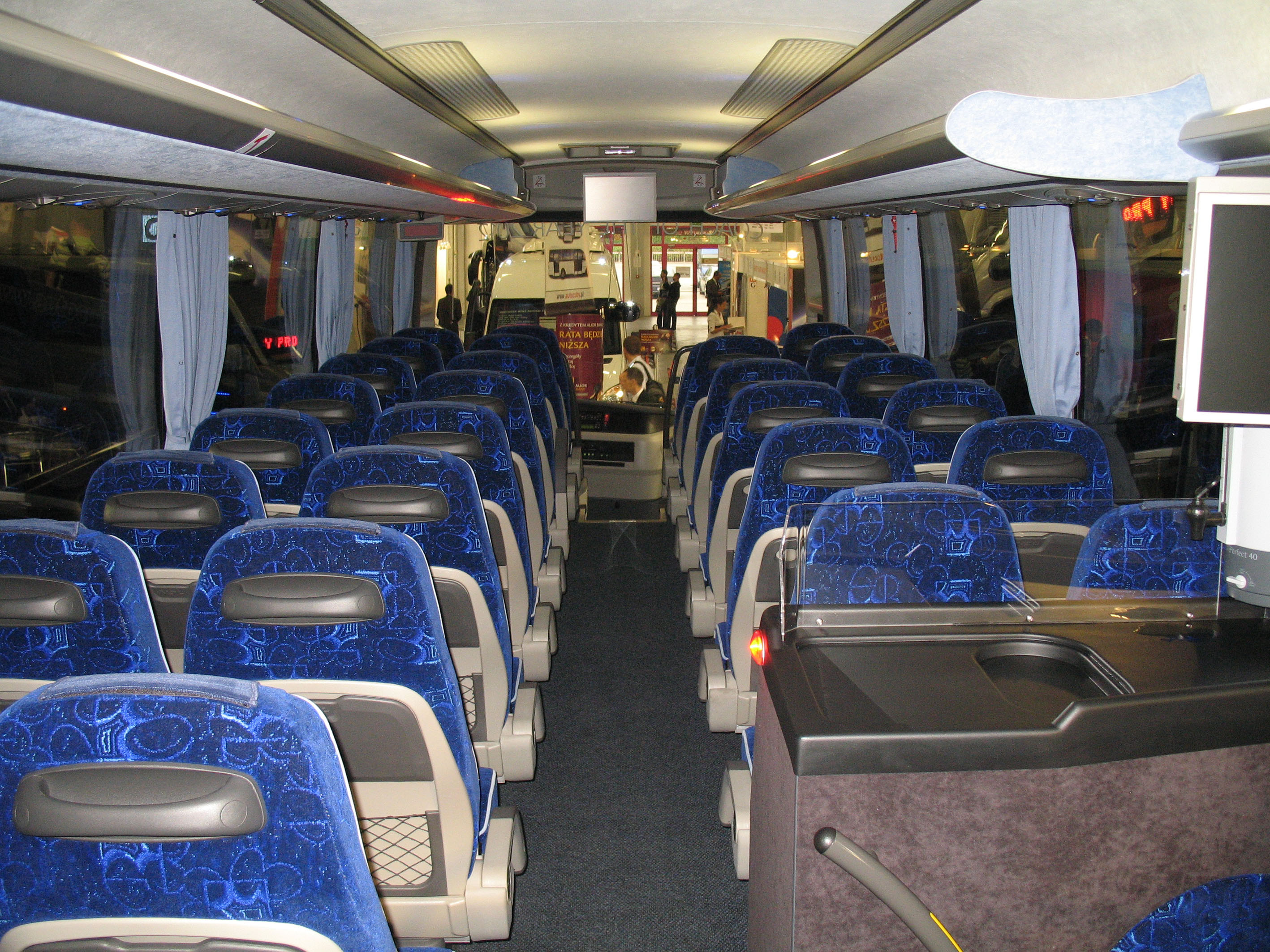
Innenraum
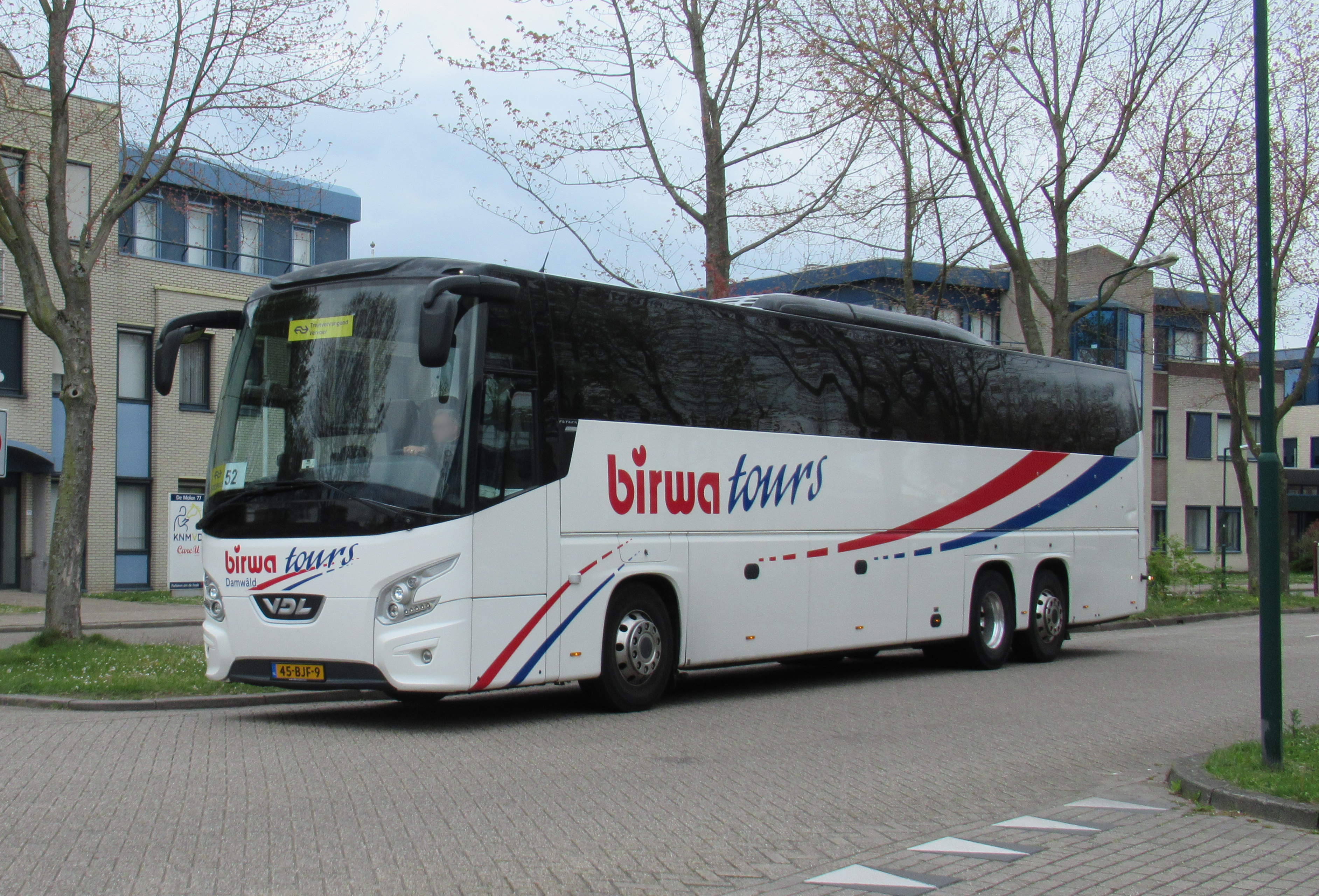